# Кубок Европы по бегу на 10 000 метров 2006
Кубок Европы по бегу на 10 000 метров 2006 года прошёл 15 апреля в курортном городе Анталья (Турция). Участники разыграли командный приз в соревнованиях у мужчин и женщин.
На старт вышли 59 атлетов из 18 стран Европы, из них 33 мужчины и 26 женщин. Каждая страна могла выставить до 5 человек в каждый из двух командных турниров. Победители определялись по сумме результатов 3 лучших участников.
Соревнования сопровождались сильным проливным дождём, начавшимся незадолго до старта после нескольких дней сухой и ясной погоды.

## Результаты

### Командное первенство
Французские мужчины и бельгийские женщины впервые в истории стали обладателями командного приза соревнований.
| Место | Команда                                                                                          | Время                                            | Общее время |
| ----- | ------------------------------------------------------------------------------------------------ | ------------------------------------------------ | ----------- |
| 1     | Франция · Мохтар Бенхари · Исмаил Сгир · Пьер Жоншере · Малик Бахлуль · Мустафа Эль-Ахмади       | 28.47,22 28.51,14 28.59,06 (29.59,26) (DNF)      | 1:26.37,42  |
| 2     | Португалия · Жозе Рамуш · Рикарду Рибаш · Фернанду Силва · Мануэл Магальяйнш                     | 28.52,13 29.06,85 29.10,18 (29.27,64)            | 1:27.09,16  |
| 3     | Италия · Марко Мацца · Джанмарко Буттаццо · Даниэле Меуччи · Маттиа Макканьян · Габриэле Де Нард | 28.53,47 29.05,68 29.09,27 (29.11,37) (29.55,18) | 1:27.10,52  |
| 4     | Испания                                                                                          |                                                  | 1:27.35,11  |
| 5     | Бельгия                                                                                          |                                                  | 1:28.29,19  |

| Место | Команда                                                                                          | Время                                            | Общее время |
| ----- | ------------------------------------------------------------------------------------------------ | ------------------------------------------------ | ----------- |
| 1     | Бельгия · Фатиха Бауф · Натали Де Вос · Аня Смолдерс                                             | 32.36,23 32.36,84 33.04,06                       | 1:38.17,13  |
| 2     | Италия · Сильвия Вайсстайнер · Ренате Рунггер · Патриция Тизи · Дебора Тониоло · Геджа Гуалтьери | 32.30,55 33.03,31 33.04,49 (34.24,01) (35.47,73) | 1:38.38,35  |
| 3     | Португалия · Ана Диаш · Аналия Роза · Леонор Карнейру                                            | 32.37,76 32.44,93 33.42,70                       | 1:39.05,39  |
| 4     | Испания                                                                                          |                                                  | 1:39.18,21  |
| 5     | Турция                                                                                           |                                                  | 1:40.07,60  |

### Индивидуальное первенство
Несмотря на сложные погодные условия, хозяйка соревнований Эльван Абейлегессе показала лучшее время в истории Кубков Европы, 30.21,67. Серебряную призёрку она опередила более чем на 2 минуты.
| Место | Атлет            | Страна     | Время    |
| ----- | ---------------- | ---------- | -------- |
| 1     | Мохтар Бенхари   | Франция    | 28.47,22 |
| 2     | Рикардо Серрано  | Испания    | 28.50,18 |
| 3     | Исмаил Сгир      | Франция    | 28.51,14 |
| 4     | Жозе Рамуш       | Португалия | 28.52,13 |
| 5     | Виктор Рётлин    | Швейцария  | 28.52,86 |
| 6     | Марко Мацца      | Италия     | 28.53,47 |
| 7     | Андре Полльмехер | Германия   | 28.54,47 |
| 8     | Ги Феи           | Бельгия    | 28.57,09 |
| 9     | Пьер Жоншере     | Франция    | 28.59,06 |
| 10    | Мариус Ионеску   | Румыния    | 29.01,83 |

| Место | Атлет               | Страна     | Время    |
| ----- | ------------------- | ---------- | -------- |
| 1     | Эльван Абейлегессе  | Турция     | 30.21,67 |
| 2     | Сильвия Вайсстайнер | Италия     | 32.30,55 |
| 3     | Кристина Папп       | Венгрия    | 32.31,54 |
| 4     | Кристель Доне       | Франция    | 32.35,59 |
| 5     | Фатиха Бауф         | Бельгия    | 32.36,23 |
| 6     | Натали Де Вос       | Бельгия    | 32.36,84 |
| 7     | Ана Диаш            | Португалия | 32.37,76 |
| 8     | Янна Убуху          | Франция    | 32.39,04 |
| 9     | Аналия Роза         | Португалия | 32.44,93 |
| 10    | Тереза Ресио        | Испания    | 32.45,51 |